# Kasymały Bajalinow
Kasymały Bajalinow (kirg. Касымалы Баялинов, ur. 25 września 1902, zm. 3 października 1979) – kirgiski pisarz, autor pierwszych w literaturze kirgiskiej realistycznych opowiadań (Adżar) oraz powieści (trylogia Brażewo). Dokonał przekładu utworów rosyjskich pisarzy.